# Joel Santos Ureña
Joel Santos Ureña, más conocido como Chris (30 de octubre de 1992), es un mediocampista de fútbol panameño, con gran talento manejando la banda derecha. Se desempeña con mucha soltura por la banda, sirviendo balones exactos en muchas ocasiones y teniendo también llegada al marco contrario.

## Clubes
| Club              | País   | Año  |
| ----------------- | ------ | ---- |
| Atlético Chiriquí | Panamá | 2007 |

- Datos: Q5932778